# Alex Stivrins
Alex Frank Stivrins, (nacido el 29 de diciembre de 1962 en Lincoln, Nebraska) es un exjugador de baloncesto estadounidense. Con 2.03 de estatura, su puesto natural en la cancha era el de ala-pívot. 

## Trayectoria
- Seattle SuperSonics (1985)
- Wyoming Wildcatters  (1985–1986)
- Avignon (1986–1987)
- Tenerife (1987)
- CB Canarias (1989–1990)
- Aurora Desio (1990, 1991)
- Omaha Racers (1990–1991, 1993)
- Cercom Ferrara (1991–1992)
- Phoenix Suns (1992, 1993)
- Atlanta Hawks (1992–1993)
- Los Angeles Clippers (1993)
- Milwaukee Bucks (1993)
- CB Breogán  (1993–1994)
- Japan Enegry Griffins (1996–1997)